# John B. Little
Pour les articles homonymes, voir John Little.
John B. Little (né le 15 janvier 1956 à Elmira (New York) ) est un mathématicien américain qui travaille sur la géométrie algébrique.

## Formation et carrière
Little étudie les mathématiques au Haverford College à partir de 1972 (licence magna cum laude en 1976) et à partir de 1976 à l'université Yale, où il  obtient son doctorat en 1980 sous la direction de Bernard Saint-Donat avec une thèse intitulée "Translation manifolds and the converse of Abel’s theorem" . En 1979/80, il est à l'université Harvard. Il devient professeur assistant en 1980, professeur agrégé en 1986 et professeur de mathématiques en 2003 au College of the Holy Cross.
En 1993/94, il est chercheur invité à l'Université Cornell et en 2003, il est au Mathematical Sciences Research Institute (MSRI).

## Travaux
Il traite de la géométrie algébrique et de l'algèbre commutative incluant les aspects algorithmiques et de la théorie du codage algébrique.

## Distinctions
En 2016, il reçoit le prix Leroy P. Steele pour l'exposition mathématique de l'American Mathematical Society avec David A. Cox et Donal O'Shea pour leurs manuels d'introduction à la géométrie algébrique.
En 2020 il est lauréat du prix Halmos-Ford.

## Publications
- avec David Cox, Donal O'Shea : Ideals, varieties, and algorithms: an introduction to computational algebraic geometry and commutative algebra, 4. Édition, Springer Verlag 2015
- avec David A. Cox, Donal O'Shea : Using algebraic geometry, 2. Édition, Springer Verlag 2005
- avec David A. Cox, Henry Schenck : Toric Varieties, American Mathematical Society 2011